# 信濃成繁
信濃 成繁（しなの なりしげ、1898年〈明治31年〉10月20日 - 1948年〈昭和23年〉5月16日）は、大日本帝国陸軍軍人。最終階級は陸軍少将。

## 経歴
富山県出身。1920年（大正9年）5月、陸軍士官学校第32期卒業。陸軍砲工学校第29期を優等で卒業。東京帝国大学航空学科卒業。
1941年（昭和16年）3月、陸軍大佐に進む。同年10月、陸軍航空技術研究所調査課長を経て、陸軍航空審査部員兼第2陸軍航空技術研究所員となる。1945年（昭和20年）4月、第2陸軍航空技術研究所長に就任したのち、同年6月、陸軍少将に進級した。